# Le Chevain
Le Chevain és un municipi francès situat al departament del Sarthe i a la regió de País del Loira. L'any 2007 tenia 651 habitants.

## Demografia

### Població
El 2007 la població de fet de Le Chevain era de 651 persones. Hi havia 250 famílies de les quals 56 eren unipersonals (24 homes vivint sols i 32 dones vivint soles), 67 parelles sense fills, 103 parelles amb fills i 24 famílies monoparentals amb fills.
La població ha evolucionat segons el següent gràfic:
Habitants censats

### Habitatges
El 2007 hi havia 269 habitatges, 252 eren l'habitatge principal de la família, 3 eren segones residències i 14 estaven desocupats. 253 eren cases i 15 eren apartaments. Dels 252 habitatges principals, 133 estaven ocupats pels seus propietaris, 116 estaven llogats i ocupats pels llogaters i 3 estaven cedits a títol gratuït; 8 tenien una cambra, 5 en tenien dues, 36 en tenien tres, 78 en tenien quatre i 125 en tenien cinc o més. 214 habitatges disposaven pel capbaix d'una plaça de pàrquing. A 111 habitatges hi havia un automòbil i a 125 n'hi havia dos o més.

### Piràmide de població
La piràmide de població per edats i sexe el 2009 era:
| Homes | Edats   | Dones |
| ----- | ------- | ----- |
| 0     | 95 o +  | 0     |
| 0     | 90 a 94 | 0     |
| 0     | 85 a 89 | 4     |
| 0     | 80 a 84 | 4     |
| 8     | 75 a 79 | 8     |
| 4     | 70 a 74 | 0     |
| 0     | 65 a 69 | 16    |
| 8     | 60 a 64 | 0     |
| 16    | 55 a 59 | 4     |
| 16    | 50 a 54 | 24    |
| 40    | 45 a 49 | 24    |
| 20    | 40 a 44 | 24    |
| 40    | 35 a 39 | 28    |
| 36    | 30 a 34 | 32    |
| 28    | 25 a 29 | 24    |
| 12    | 20 a 24 | 24    |
| 16    | 15 a 19 | 4     |
| 20    | 10 a 14 | 40    |
| 56    | 5 a 9   | 28    |
| 20    | 0 a 4   | 28    |

## Economia
El 2007 la població en edat de treballar era de 455 persones, 363 eren actives i 92 eren inactives. De les 363 persones actives 334 estaven ocupades (173 homes i 161 dones) i 29 estaven aturades (20 homes i 9 dones). De les 92 persones inactives 35 estaven jubilades, 36 estaven estudiant i 21 estaven classificades com a «altres inactius».

### Ingressos
El 2009 a Le Chevain hi havia 247 unitats fiscals que integraven 624,5 persones, la mediana anual d'ingressos fiscals per persona era de 17.945 €.

### Activitats econòmiques
Dels 2 establiments que hi havia el 2007, 1 era d'una empresa de construcció i 1 d'una empresa de transport.
L'únic servei als particulars que hi havia el 2009 era un electricista.
L'any 2000 a Le Chevain hi havia 6 explotacions agrícoles.

## Equipaments sanitaris i escolars
El 2009 hi havia una escola elemental.

## Poblacions més properes
El següent diagrama mostra les poblacions més properes.